# Eternally (GLAYの曲)
「Eternally」（エターナリー）は、GLAYの楽曲。デジタルシングルとして単独で2013年5月8日から配信が開始され、次いで同年7月24日に発売されたトリプルA面シングル「DARK RIVER/Eternally/時計」の1曲として収録された。

## 概要
『GLAY STADIUM LIVE 2012 THE SUITE ROOM in OSAKA NAGAI STADIUM Supported by glico』にて発表された「GLAY 7 BIG SURPRISES」の第5弾として、7月28日・7月29日に函館緑の島にて開催された「GLAY Special Live 2013 in HAKODATE GLORIOUS MILLION DOLLAR NIGHT Vol.1」のテーマソング。函館応援ソングにもなり、函館山ロープウェイや五稜郭タワー、JR函館駅、函館市役所庁舎内など函館市全域でBGMとして流された。また、メナード化粧品「イルネージュ」CMソングにも起用され、2013年8月21日から放送される。オフィシャルでは、「「永遠の愛」をテーマにゆっくりと愛が溢れだすせつないバラード。」と紹介されている。
本曲に関してTAKUROは、「函館の風景をイメージしながら書いた。」と述べており、メロディーの断片は5年から10年前くらいからあったが、大きなメロディーが似合う、広い空、夕暮れの時のイメージが浮かび、そのメロディーがハマるのではと思い、完成した。また歌詞に関しては、「BELOVED」や「HOWEVER」の主人公の行く末の話だと語っている。
2013年2月から5月まで開催された「GLAY ARENA TOUR 2013 JUSTICE & GUILTY」では、エンドロールとして先行披露された。
ミュージック・ビデオは、「結婚したくなるミュージックビデオ」をテーマにして、監督に平野康裕、主演に倉科カナ、またGLAYと親交があり企画段階から参加したアンジャッシュの渡部建を共同脚本に迎えて制作された。また、GLAYメンバーも4人も随所にカメオ出演している他、全編を通じて随所にGLAYにまつわる隠れ小ネタが盛り込まれており、全てのGLAYネタを見つけられたファンに、抽選で豪華景品をプレゼントする特別企画「GLAYを探せ」クイズも実施された（当初は2013年6月5日23:59が締め切りだったが、正解率が2.7%だったため、1週間延長し、2013年6月12日23:59に変更された）。

## デジタルシングル
「Eternally」（エターナリー）は、GLAYの5作目のデジタルシングルとして、2013年5月8日から配信された。
dwango.jpでは、着うたフル (R) またはAndroidシングルをダウンロードした応募者全員に「GLAY特製サイン入りポストカード」プレゼントのキャンペーンが実施された（2013年5月14日締切）。
dwango週間シングルランキング（集計期間：2013年5月8日 - 2013年5月14日）で、2位以下に大差をつけて初登場首位を獲得した。

### デジタルシングル収録曲
1. Eternally
  - 作詞・作曲：TAKURO / 編曲：GLAY / 編曲 & オーケストレーション：KEN SHIMA

## DARK RIVER/Eternally/時計
「DARK RIVER／Eternally／時計」（ダーク・リバー／エターナリー／とけい）は、GLAYの通算48枚目のシングルとして、2013年7月24日にloversoul music & associatesから発売された。

## 参加ミュージシャン
- TOSHI NAGAI（ドラムス）
- KEN KAWAMURA（キーボード）
- CHIEKO KINBARA STRINGS（ストリングス）

## スタッフ
レコーディング・ミキシング
Koniyoung (KURID INTERNATIONAL)
マスタリング
STEPHEN MARCUSSEN at MARCUSSEN MASTERING STUDIOS